# Lac Hébécourt
Pour les articles homonymes, voir Hébécourt.
Kitci Antcikami Sagahigan
Le lac Hébécourt ou Kitci Antcikami Sagahigan est un lac de 8 km2, situé au nord-ouest de Rouyn-Noranda, à cheval entre la municipalité de Rapide-Danseur et le territoire non organisé de Lac-Duparquet, dans la municipalité régionale de comté de l'Abitibi-Ouest, dans la région administrative de l'Abitibi-Témiscamingue, au Québec, au Canada. Ce lac se situe en amont du système fluvial de la rivière Moose qui coule en direction de la baie James.

## Géographie

### Hydrographie
Le lac Hébécourt est alimenté par les eaux de surface ainsi que par les décharges du lac Monsabrais et du lac Dancës. L’eau du lac Hébécourt se déverse au nord-est du lac dans la rivière Hébécourt (Antci Kamitig Sibi), en direction du lac Duparquet (Agotawekami Sagahigan). Elle se déverse ensuite vers le nord dans la rivière Duparquet (Agodekamig Sibi ou Kamadeabikaigedj) pour aller se déverser dans le lac Abitibi. Les eaux du lac Abitibi se déchargent vers le nord par la rivière Abitibi, puis la rivière Moose qui se déverse dans la baie James.

### Géomorphologie quaternaire
Le retrait de l’inlandsis laurentidien lors de la dernière ère glaciaire s’est effectuée il y a environ 10 000 ans dans la région abitibienne. Les eaux de fonte de l’inlandsis s’accumulaient alors dans un immense lac proglaciaire, le lac Ojibway, couvrant la région pendant environ 2000 ans. Le recul progressif de la marge glaciaire vers le nord, le relèvement de la croûte continentale nord-américaine soulagée du poids du glacier ainsi que la vidange du lac Ojibway vers la baie d'Hudson il y a 7900 ans a laissé un paysage régional de pénéplaine, caractérisé par une succession de collines de roches métamorphiques anciennes de la province du Supérieur du bouclier canadien et de vallées remplies d’argiles plus ou moins compacts, de tills, de lacs et de rivières d’eau douce. Le lac Hébécourt se situe dans une dépression de la pénéplaine persistante après le retrait du lac Ojibway et du relèvement du continent.

### Climat
Le lac Hébécourt a un climat subarctique caractérisé par de courts étés chauds et de longs hivers froids, ainsi qu’un régime de précipitations relativement faible. La période d’englacement s’étend de novembre-décembre à avril-mai.
Lac Hébécourt

### Écologie

#### Flore

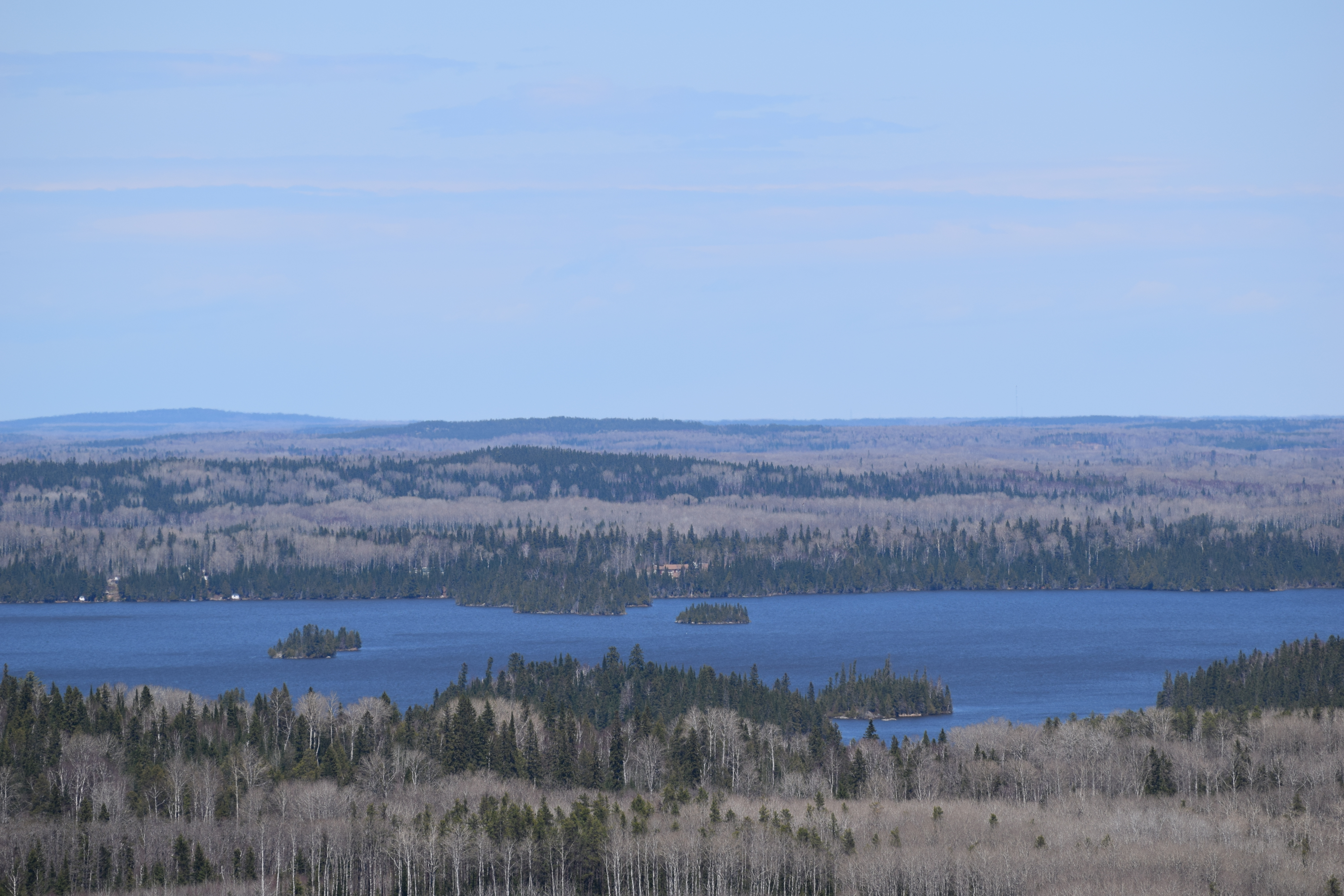
Lac Hébécourt aperçu depuis les collines d'Hébécourt au débourrement des arbres

L'écosystème du lac Hébécourt se situe dans le domaine bioclimatique de la sapinière à bouleau blanc de l’écorégion de la forêt du Bouclier canadien central, dans la forêt boréale canadienne. Le paysage forestier environnant au lac a historiquement été dominé par les espèces résineuses, en particulier les épinettes, les sapins, les pins, les mélèzes et les cèdres. Or, une comparaison des archives d’arpentage primitif du début du XXe siècle avec les inventaires forestiers contemporains indiquent que la forêt du nord-ouest de l’Abitibi a connu un enfeuillement progressif au cours du XXe siècle. L’espèce la plus fréquemment rencontrée dans le paysage forestier et la plus dominante de la canopée est aujourd’hui le peuplier faux-tremble. Bien qu’un régime d’incendies particulièrement actif dans la région soit en grande partie responsable du renouvellement des peuplements, la colonisation de peuplement du secteur à partir des années 1930 est la principale responsable de cet enfeuillement. L'exploitation forestière et la conversion de surfaces forestières en terres agricoles a ouvert de grandes surfaces dépourvues d'arbres au courant du siècle et leur recolonisation végétale a favorisé des espèces feuillues dont la croissance est particulièrement efficace dans ces conditions
.

#### Faune

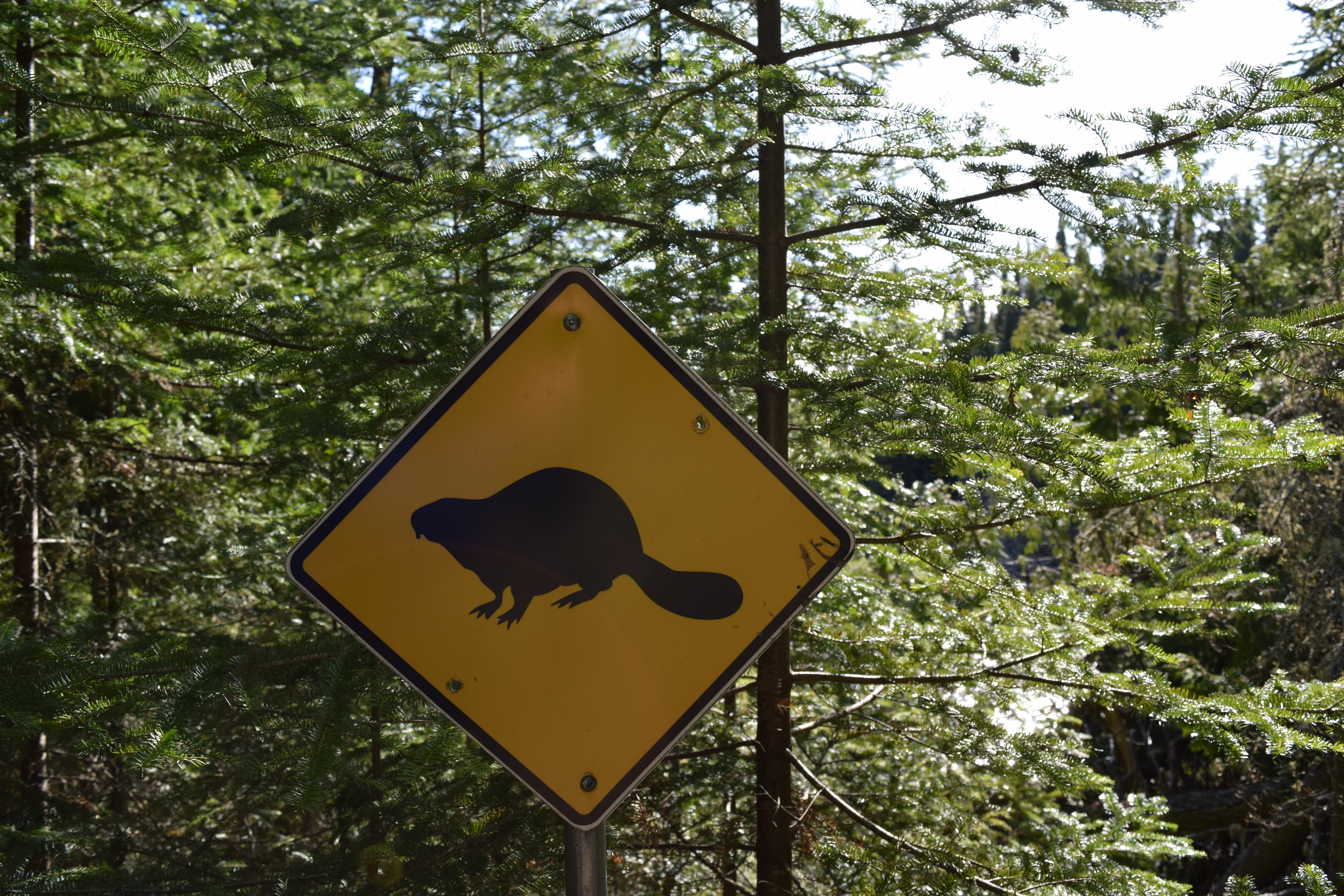
Panneau indiquant la présence de castors sur le Sentier du balbuzard

Un couple de balbuzards pêcheurs (Pandion haliaetus) niche depuis les années 1990 sur les berges du côté Est du lac Hébécourt. Ce rapace se nourrit presque exclusivement de poisson d’eau douce, dont les meuniers, les brochets et les dorés. Dérangés par les activités de pêche sportive et de villégiature, le couple déménage son nid plusieurs fois dans les années 2000. En 2009, les responsables de la Forêt d’enseignement et de recherche du lac Duparquet (FERLD) ont construit une plateforme de bois à plus de 20 m de hauteur dans un arbre dominant de la forêt avoisinante pour accueillir le couple. Il est possible d’apercevoir les balbuzards en empruntant le sentier pédestre du balbuzard qui longe l’Est du lac Hébécourt à partir de la station de recherche de la FERLD.
Une population importante de castors (Castor canadensis) habite dans l’écosystème du lac Hébécourt. Cette population est en partie responsable du maintien et du renouvellement des milieux humides et des milieux forestiers riverains du lac Hébécourt.

## Toponymie
Le lac est d'abord connu sous le nom de lac Kitci Antcikami, qui signifie le grand lac d’Antci, un nom propre, en anicinapemowin. Les contours de ce lac apparaissent sur la première carte de la région de l'Abitibi de 1907. Le toponyme Lac Hébécourt apparaît pour la première fois sur une carte de 1924. Ce nom a été attribué en fonction du canton dans lequel le lac est situé, le canton d’Hébécourt. Le nom Hébécourt honore la mémoire du capitaine Louis-Philippe Le Dossu d’Hébécourt du régiment de la Reine, dont il faisait partie depuis 1741. Arrivé en Nouvelle-France en 1755, il a participé à presque toutes les campagnes militaires jusqu’à la capitulation de Québec. Il est décoré de la croix de Saint-Louis en 1758 et commande le fort de Carillon pendant l’hiver 1758-1759.

## Histoire
Le lac Hébécourt est situé sur le territoire ancestral des Anicinabek. Il est situé en marge de l’axe reliant la rivière des Outaouais et le lac Abitibi par le lac Duparquet. À la suite de l’annexion successive par le Royaume de France, le Royaume-Uni (par l'entremise de la Compagnie de la Baie d’Hudson) et le Canada, le lac Hébécourt est incorporé dans le territoire de la province de Québec en 1898. En 1916, le gouvernement du Québec proclame le canton d’Hébécourt sur un territoire de 100 mi2 autour du lac et le divise en 10 rangs homogènes destinés à la colonisation agricole. Le 1er au 6e rang du canton d’Hébécourt (presque tout le territoire situé sur les berges du lac) et du canton de Duparquet ne sont toutefois jamais colonisés, car ils sont concédés à la compagnie forestière Hebecourt Corporation en 1932 pour l’usage exclusif de l’exploitation forestière. Les premiers colons s’installent à partir de 1934 dans le canton d’Hébécourt. Seule une partie des 7e, 8e et 9e rangs du canton seront colonisés, aujourd'hui situés sur le territoire de la municipalité de Rapide-Danseur. Le sud du 7e rang du canton d’Hébécourt correspond aujourd’hui approximativement à la route 388 et il est toujours possible de voir quelques fermes le long de cette route qui longe en partie la rive Nord du lac Hébécourt.
La crise du secteur primaire de l’économie abitibienne à partir des années 1960 va entraîner une reconfiguration de l’occupation du territoire local. L’arrêt des programmes d’aide à la colonisation agricole, la mécanisation du secteur forestier et la fermeture des mines aurifères de Duparquet entraîne une baisse importante de la petite population du canton d’Hébécourt. Les fermes jonchant le lac Hébécourt et les moulins à scie sont laissées à l’abandon. À partir des années 1980, le développement de l’économie résidentielle et du secteur récréotouristique régional amène la construction de nombreuses résidences secondaires et d'un camping sur les berges du lac Hébécourt. 
En 1995, le gouvernement du Québec crée la Forêt d’enseignement et de recherche du lac Duparquet (FERLD), dont presque l’entièreté des contours du lac Hébécourt est situé sur son territoire. Cette forêt de 8 045 ha est gérée par l’Université du Québec à Montréal et l’Université du Québec en Abitibi-Témiscamingue et les représentants de deux compagnies forestières qui propriétaires des anciennes concessions de la Hebecourt Corporation, Tembec et les Industries Norbord (Nexfor). Environ 75 % du territoire est consacré au développement, à l’application et à la démonstration de l’aménagement écosystémique de la forêt boréale mixte tandis que 25 % du territoire, comprenant des forêts issues d’une douzaine de feux différents qui ont eu lieu entre 1760 et 1944, sert comme cadre de référence naturel pour les fins d’évaluation et de surveillance écologiques. La station de recherche de la FERLD est située sur les berges du lac Hébécourt depuis 2005, au bout du Chemin du Balbuzard. 